# Saint-Paul-de-Serre
Saint-Paul-de-Serre ist eine französische Gemeinde mit 333 Einwohnern (Stand 1. Januar 2022) im Département Dordogne in der Region Nouvelle-Aquitaine (vor 2016: Aquitanien). Die Gemeinde gehört zum Arrondissement Périgueux und zum Kanton Périgord Central.
Der Name in der okzitanischen Sprache lautet Sent Pau de Serra und leitet sich vom heiligen Paulus ab. Der Zusatz „Serre“ geht auf das urkeltische Wort ser zurück, das dem Fluss Serre, der durch das Gebiet der Gemeinde fließt, seinen Namen gab.
Die Einwohner werden Saint-Paulois und Saint-Pauloises genannt.

## Geographie
Saint-Paul-de-Serre liegt ca. 15 Kilometer südwestlich von Périgueux in dessen Einzugsbereich (Aire urbaine) und ca. 30 Kilometer nordöstlich von Bergerac im Gebiet Périgord central der historischen Provinz Périgord.
Umgeben wird Saint-Paul-de-Serre von den sechs Nachbargemeinden:
|                 | Coursac                                     | Chalagnac             |
| Manzac-sur-Vern | Kompassrose, die auf Nachbargemeinden zeigt |                       |
| Bourrou         | Grun-Bordas                                 | Creyssensac-et-Pissot |

Saint-Paul-de-Serre liegt im Einzugsgebiet des Flusses Dordogne.
Der Vern, ein linker Nebenfluss der Isle, durchquert das Gebiet der Gemeinde ebenso wie sein Nebenfluss, der Serre, und dessen Nebenfluss, der Ruisseau le Rosier, der an seinem Oberlauf Ruisseau de Chantebrune genannt wird.

## Einwohnerentwicklung
Nach Beginn der Aufzeichnungen stieg die Einwohnerzahl in der Mitte des 19. Jahrhunderts auf einen Höchststand von rund 590. In der Folgezeit sank die Größe der Gemeinde bei kurzen Erholungsphasen bis zu den 1980er Jahren auf 155 Einwohner, bevor sich eine Phase moderatem Wachstums einstellte, die bis heute anhält.
| Jahr      | 1962 | 1968 | 1975 | 1982 | 1990 | 1999 | 2006 | 2011 | 2022 |
| --------- | ---- | ---- | ---- | ---- | ---- | ---- | ---- | ---- | ---- |
| Einwohner | 231  | 199  | 187  | 155  | 208  | 235  | 245  | 260  | 333  |

## Gemeindepartnerschaft
Saint-Paul-de-Serre unterhält über den ehemaligen Kanton Vergt seit 1996 eine Gemeindepartnerschaft mit:
- Saint-Jacques-de-Montcalm in der kanadischen Provinz Québec.[8]

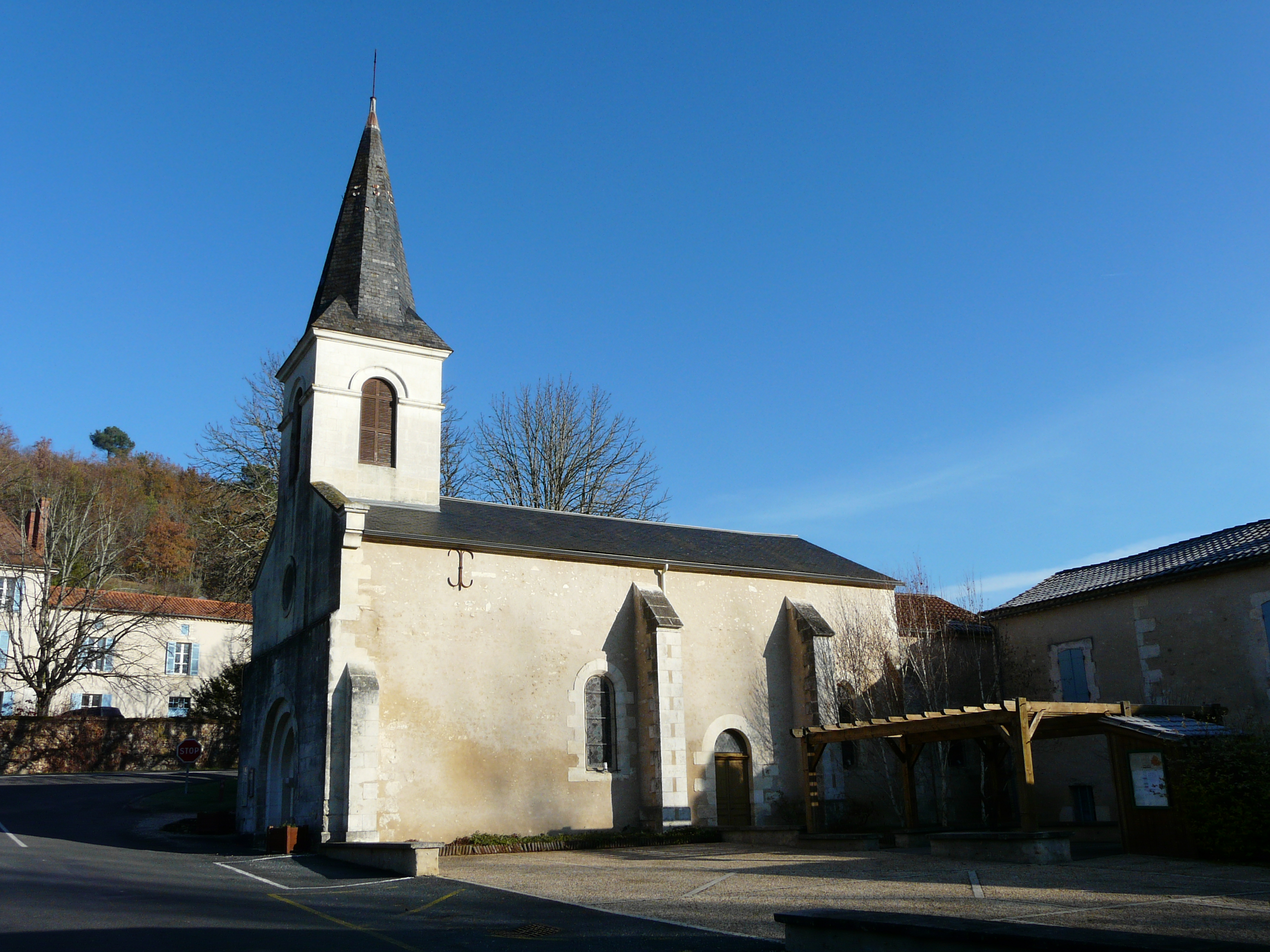
Pfarrkirche Saint-Pierre-et-Saint-Paul

## Sehenswürdigkeiten
- Neuromanische Pfarrkirche Saint-Pierre-et-Saint-Paul aus dem 19. Jahrhundert
- Schloss Les Bourbous aus dem 17. Jahrhundert
- Ruine eines Turms des ehemaligen Schlosses Saint-Paul

## Wirtschaft und Infrastruktur

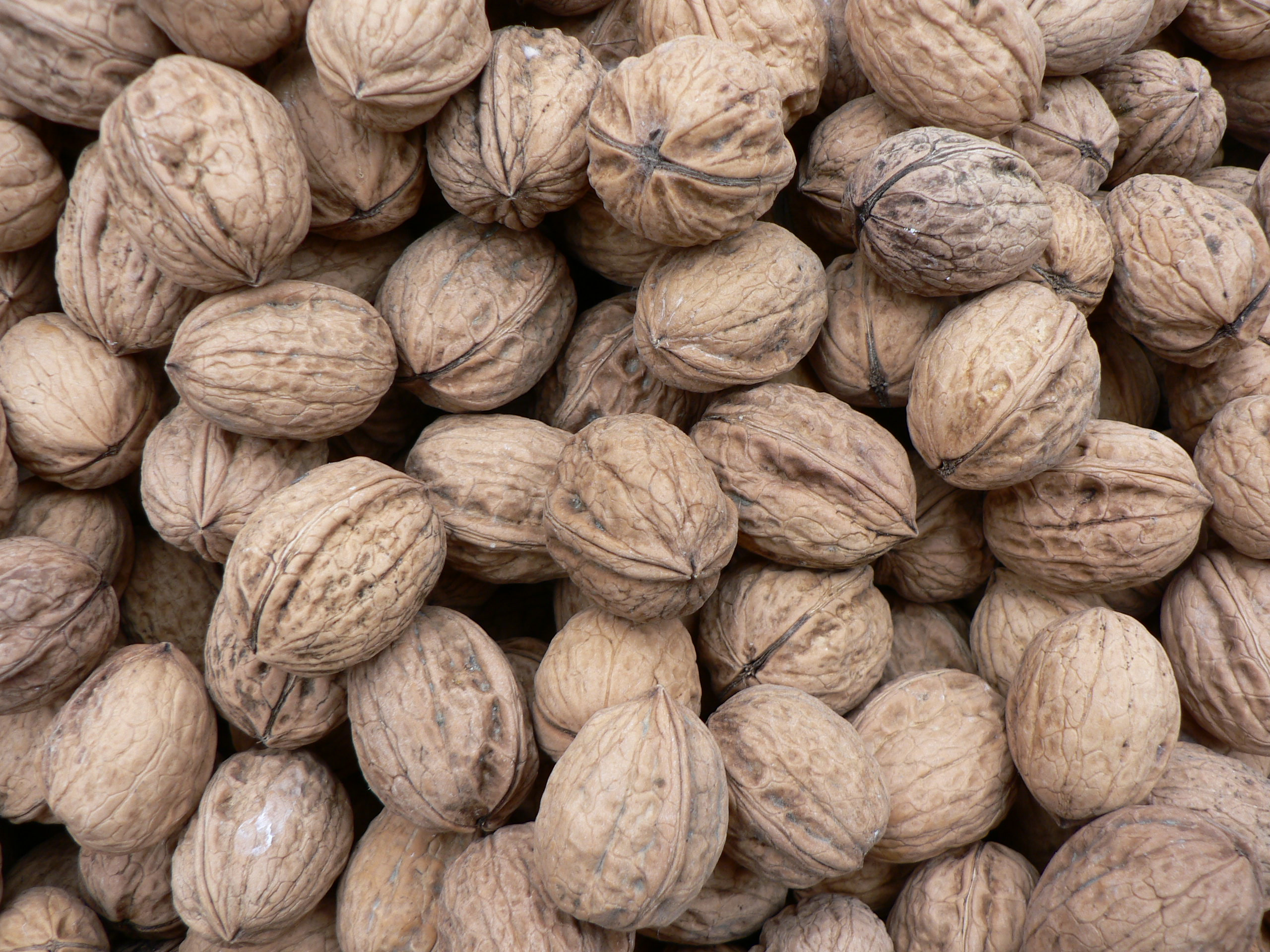
Walnüsse

Wichtige Wirtschaftsfaktoren der Gemeinde sind Handel und Dienstleistungen. Das Reitsportzentrum Les Ecuries du Rosier befindet sich in der Nähe des aufgestauten Sees im Norden des Gemeindegebiets.
Saint-Paul-de-Serre liegt in den Zonen AOC der Noix du Périgord, der Walnüsse des Périgord, und des Nussöls des Périgord.

### Bildung
Die Gemeinde verfügt über eine öffentliche Vor- und Grundschule mit 44 Schülerinnen und Schülern im Schuljahr 2018/2019.

### Verkehr
Saint-Paul-de-Serre ist erreichbar über die Routes départementales 43 und 44.